# Smyga
Uppslagsordet ”smygning” leder hit. Se även Smygteknik.

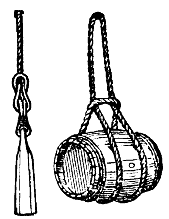
Smyga

Smyga, sjöv., anbringa en stropp eller länga runt ett föremål, ävensom förena två stroppar eller ett öga och en stropp med varandra på sätt, som synes av figuren. Själva sammanbindningen kallas smygning. Jämför påslagning.